# Etsuhoa renifolia
Etsuhoa renifolia är en tvåvingeart som beskrevs av Fedotova 1985. Etsuhoa renifolia ingår i släktet Etsuhoa och familjen gallmyggor.
Artens utbredningsområde är Kazakstan. Inga underarter finns listade i Catalogue of Life.